# Thomas Townshend, 1.º Visconde Sydney
Thomas Townshend, 1.º Visconde Sydney CP (Raynham, 24 de fevereiro de 1733 – Sidcup, 30 de junho de 1800) foi um político britânico que esteve na câmara baixa de 1754 a 1783, quando foi elevado ao pariato de Barão Sydney. Ele trabalhou em diversas posições importantes durante o século XVIII. As cidades de Sydney, Nova Escócia, Canadá, e Sydney, Nova Gales do Sul, Austrália, foram nomeadas em sua honra respectivamente em 1785 e 1788.

## Início de vida
Thomas nasceu em Raynham Hall, Norfolk, filho do Honorável Thomas Townshend, segundo filho de Charles Townshend, 2.º Visconde Townshend, também conhecido como "Nabo" Townshend pela implementação da rotação de culturas. Sua mãe foi Albinia, filha de John Selwyn. Ele foi educado na Universidade Clare, em Cambridge.

## Carreira política

### Início da carreira política
Townshend foi eleito para a câmara baixa em 1754 como membro do Partido Whig por Whitchurch, Hampshire, mantendo seu assento até 1783. Inicialmente, alinhou-se com seu tio-avô Thomas Pelham-Holles, 1.º Duque de Newcastle, mas juntou-se a William Pitt, 1.º Conde de Chatham em oposição a George Grenville.
Ele obteve os postos de Ajudante Doméstico do Príncipe de Gales (1756–1760) e Ajudante do Pano Verde (1761–1762). Após a instabilidade política causada pela queda de seu tio-avô, foi nomeado Lorde do Tesouro no primeiro ministério de Rockingham e oscilou entre os governistas e a oposição. Ele manteve o cargo durante a administração Pitt (o então Lorde Chatham) até dezembro de 1767, quando tornou-se membro do Conselho Privado e Tesoureiro das Forças conjunto. Durante o ministério de Lorde Chatham e do Duque de Grafton, ele deu apoio a posição de seu primo Charles Townshend sobre o programa de receitas americanas. Townshend foi expulso do ofício em junho de 1768, pois Grafton queria Richard Rigby como Tesoureiro das Forças para ganhar favor do Duque de Bedford.

### Guerra da Revolução Americana
Townshend fez oposição ao ministério de Lorde North e foi um dos 20 parlamentares que apoiaram a causa dos colonos na Guerra da Revolução Americana. Apesar de não ter fortes conexões no partido, era mais inclinado aos chatamitas.Tornou-se secretário de guerra no segundo ministério Rockingham.[carece de fontes?] Após a derrota dos britânicos na Batalha de Yorktown em outubro de 1781, Townshend teve importante papel na queda do governo de Lorde North. Quando Lorde Shelburne tornou-se Primeiro Ministro em julho de 1782, Townshend o sucedeu como Secretário de Estado para os Assuntos Internos e tornou-se Líder da Câmara Baixa. Ele foi responsável por concluir o tratado de paz com os Estados Unidos. Townshend preocupava-se com a proposta de Richard Oswald de ceder partes do Canadá, que ele entendia que deveria servir de refúgio para os realistas, americanos que lutaram ao lado da Grã-Bretanha. Townshend enviou então seu próprio negociador, Henry Strachey, que resultou no Tratado de Paris, onde as fronteiras dos Estados Unidos foram fixadas no meio dos Grandes Lagos. Desta forma, Toronto não virou posse dos Estados Unidos. Ainda, Townshend defendeu o novo tratado na câmara baixa. Em 1785, após virar Lorde Sydney, a cidade de Sydney foi nomeada pelos realistas em sua homenagem.

### Espionagem na América Espanhola
Entre os assuntos que deveria tratar no lugar de Lorde Shelburne, estava um esquema para atacar as posses da Espanha na América do Sul. Um memorando que Shelburne escreveu para ele listando assuntos que requeriam atenção urgente dizia o seguinte: "Preparações e planos para a Índia do O. [América Espanhola]. Expedições precisam avançar—Major Dalrymple tem um plano contra as colônias espanholas". Townshend contou com Arthur Phillip para auxiliar no planejamento da expedição. O plano, aceito por Townshend em setembro de 1782, previa que um esquadrão de três navios e uma fragata atacassem Buenos Aires e Montevidéu, fossem para as costas do Chile, Peru e México para saquear e então atravessasse o Pacífico para encontrar-se com o esquadrão britânico da Índia do Leste para atacar Manila, capital dos espanhóis nas Filipinas. A expedição zarpou em 16 de janeiro de 1783, sob o comando do Comodoro Sir Robert Kingsmill. Phillip comandou um dos navios da linha, o HMS Europa, ou Europe. Pouco tempo após zarpar, um armistício foi concluido entre a Grã-Bretanha e a Espanha. Phillip levou o Europe para unir-se ao esquadrão principal, mas após seu retorno para a Inglaterra em abril de 1784 manteve-se próximo de Townshend (agora Lorde Sydney) e do Secretário para Assuntos Internos Evan Nepean. Entre outubro de 1784 a setembro de 1786, Phillip serviu o Serviço Secreto sob o comando de Nepean, onde deveria adquirir informações das portências dos Bourbons, França e Espanha, ao espiar os arsenais franceses no Toulon e outros portos.

### Colonização da Austrália
Townshend apoiava a ideia de Jeremy Bentham de achar um lugar alternativo para transferir os prisioneiros, aliviando assim o sistema carcerário. Em 1784, ele apoiou o Transportation Act, que transferiu a resposnabilidade do Parlamento para o Ministério. Diversos lugares para a nova colônia penal foram considerados, incluindo na África, mas eventualmente a Austrália foi escolhida, e a ideia foi aceita pelo Parlamento em julho de 1786. A Primeira Frota foi comandada por Arthur Phillip. Em 26 de janeiro de 1788, Phillip estabeleceu a colônia de Nova Gales do Sul na Enseada de Sydney, nomeada em homenagem a Townshend. Ele manteve contato com a colônia e foi o responsável por criar sua constituição e sistema legal. O plano era que a colônia estivesse sob as leis da Inglaterra, e a escravidão era proibida. Ele chegou a receber o aborígene Bennelong na Inglaterra.
Townshend frez oposição a Pitt por questões envolvendo a Índia e escravidão e demitiu-se do cargo em 1789.

## Pariato
Townshend criou o pariato Barão Sydney de Chislehurst em 6 de março de 1783, quando foi registrado na Câmara dos Lordes. Ele propôs o título em homenagem ao seu parente Algernon Sidney, renomado por sua oposição à tirania real. Mas Townshend preocupou-se que outros de seus parentes pudessem usar o pariato, e sugeriu Sydenham no lugar, nome da vila nas proximidades de sua casa em Kent, mas o nome original foi mantido. Tornou-se Visconde Sydney de São Leonards em 1789.

## Vida pessoal e morte
Thownshend casou-se com Elizabeth, filha do político Richard Powys, em 1760. Sua filha, Mary, casou-se com John Pitt, 2.º Conde de Chatham.
Townshend morreu em 30 de junho de 1800, vítima de um aneurisma cerebral. Foi enterrado na Igreja de São Nicolas, em Chislehurst. Seus títulos foram tranferidos ao seu filho John.

## Homenagens
Em 1986, durante o Bicentenário da Austrália, o Australia Post lançou um selo em sua homenagem. Em 1992, a Rainha Elisabete II inaugurou um monumento de bronze e mármore na Prefeitura de Sydney.